# Jamul (California)
Jamul es un lugar designado por el censo ubicado en el condado de San Diego en el estado estadounidense de California. En el año 2000 tenía una población de 5,920 habitantes y una densidad poblacional de 137 personas por km².

## Geografía
Jamul se encuentra ubicado en las coordenadas 32°43′36″N 116°52′56″O / 32.726557, -116.882336. Según la Oficina del Censo, la ciudad tiene un área total de 43,1 km² (16,6 mi²), de la cual 42,6 km² (16,4 mi²) es tierra y 0,5 km² (0,2 mi²) (0.0%) es agua.

## Demografía
Según la Oficina del Censo en 2000 los ingresos medios por hogar en la localidad eran de $87,309, y los ingresos medios por familia eran $89,550. Los hombres tenían unos ingresos medios de $60,808 frente a los $40,568 para las mujeres. La renta per cápita para la localidad era de $32,450. Alrededor del 8.9% de la población estaban por debajo del umbral de pobreza.

## Educación
El Distrito de Escuelas Preparatorias de Grossmont Union gestiona las escuelas preparatorias que dan servicio en el área.